# Vanwall Special
Vanwall Special, także Cooper T30 – samochód Formuły 1 zaprojektowany przez Owena Maddocka i zbudowany przez Cooper Car Company dla zespołu Vandervell (Vanwall). Pierwszy samochód Vanwalla w Formule 1.
Samochód był zbudowany wokół aluminiowej kratownicy przestrzennej i silnika Vandervell, rozwijanego przez firmy Norton i Rolls-Royce. Miał chłodnicę na swoim niskoprofilowym, szerokim nosie. Na przednie zawieszenie składały się niezależne podwójne wahacze ze sprężynami, a na tylne oś De Dion z drążkiem skrętnym. Zamiast standardowego zbiornika paliwa za kierowcą w modelu Special znajdowały się trzy mniejsze zbiorniki: dwa po obu stronach samochodu tuż przed kokpitem, a jeden za kierowcą; takie rozwiązanie miało poprawić rozkład masy. W samochodzie zamiast gaźników wykorzystano wtrysk paliwa firmy Bosch, co było rzadkim ówcześnie rozwiązaniem.
Pojazd zadebiutował 15 maja 1954 roku w zawodach International Trophy, a jego kierowcą był Alan Brown. Był wówczas wyposażony w dwulitrowy silnik według regulacji Formuły 2. W pierwszym wyścigu Brown był szósty i pierwszy w klasie, a w finałowym, jadąc na piątym miejscu, wycofał się z powodu pękniętej rury olejowej.
W lipcu Vanwall Special wystartował z nowym silnikiem 2,3 litra w Grand Prix Wielkiej Brytanii 1954, a jego kierowcą był Peter Collins. Collins startował z jedenastej pozycji. W wyścigu był dosyć konkurencyjny, ale na 17 okrążeniu wycofał się po uszkodzeniu uszczelki pod głowicą.
Model Special wziął udział jeszcze w dwóch Grand Prix Formuły 1, a także w kilku wyścigach niewliczanych do mistrzostw, jak Goodwood Trophy czy Daily Telegraph Trophy, gdzie drugie miejsce zajęli odpowiednio Collins i Mike Hawthorn. Podczas pierwszego treningu przed Grand Prix Hiszpanii, gdy wyposażono model w silnik o pojemności 2,5 litra, Collins wypadł z toru i zderzył się z drzewem. Samochodu nie zdołano odbudować na wyścig. Po powrocie do bazy w Acton, samochód został rozebrany. Okazało się, że rama jest zbyt wygięta, by ją naprawić, a oś de Dion została zupełnie zniszczona. Znacznie uszkodzone były także nadwozie, zbiorniki paliwa i tylne zawieszenie. Special nie został więc odbudowany.

## Wyniki w Formule 1
| Legenda oznaczeń w tabelach wyników Wyświetl szablon na nowej stronie | Legenda oznaczeń w tabelach wyników Wyświetl szablon na nowej stronie                                                                     |
| Oznaczenie                                                            | Wyjaśnienie |
| --------------------------------------------------------------------- | --- |
| Złoty                                                                 | Zwycięzca lub mistrzostwo |
| Srebrny                                                               | 2. miejsce lub wicemistrzostwo |
| Brązowy                                                               | 3. miejsce lub II wicemistrzostwo |
| Zielony                                                               | Ukończył, punktował (w klasyfikacji generalnej, gdy zdobył co najmniej jeden punkt na przestrzeni sezonu, poza trzema powyższymi opcjami) |
| Niebieski                                                             | Ukończył, nie punktował (w klasyfikacji generalnej, gdy nie zdobył co najmniej jednego punktu na przestrzeni sezonu)                      |
| Czerwony                                                              | Nie zakwalifikował się (NZ) |
| Czerwony                                                              | Nie prekwalifikował się (NPK) |
| Różowy                                                                | Nie ukończył (NU) |
| Różowy                                                                | Niesklasyfikowany (NS) (w klasyfikacji generalnej, gdy nie został sklasyfikowany w żadnym wyścigu sezonu)                                 |
| Czarny                                                                | Zdyskwalifikowany (DK) |
| Czarny                                                                | Wykluczony (WYK/EX) |
| Biały                                                                 | Nie wystartował (NW) |
| Biały                                                                 | Kontuzjowany (K/INJ) |
| Biały                                                                 | Wyścig odwołany (OD/C) |
| Bez koloru                                                            | Został wycofany (WYC/WD) |
| Bez koloru                                                            | Nie przybył (NP/DNA) |
| Bez koloru                                                            | Nie brał udziału w treningach (NT/DNP) |
| Bez koloru                                                            | Nie został zgłoszony (–) |
| Pogrubienie                                                           | Start z pole position |
| Kursywa                                                               | Najszybsze okrążenie wyścigu |
| †                                                                     | Nie ukończył, ale jego rezultat został zaliczony ze względu na przejechanie więcej niż 90% dystansu wyścigu.                              |
| *                                                                     | Sezon w trakcie |
| 1/2/3                                                                 | Punktowana pozycja w sprincie kwalifikacyjnym                                                                                             |
| Lista systemów punktacji Formuły 1                                    | |

| Sezon | Zespół              | Silnik     | Opony | Kierowca      | 1   | 2   | 3   | 4   | 5   | 6   | 7   | 8   | 9   | Pkt. | Msc. |
| ----- | ------------------- | ---------- | ----- | ------------- | --- | --- | --- | --- | --- | --- | --- | --- | --- | ---- | ---- |
| 1954  | G.A. Vandervell     | Vanwall R4 | P     |               | ARG | 500 | BEL | FRA | GBR | DEU | CHE | ITA | ESP | 0    | –*   |
| 1954  | G.A. Vandervell     | Vanwall R4 | P     | Peter Collins |     |     |     | WD  | NU  |     |     |     |     | 0    | –*   |
| 1954  | Vandervell Products | Vanwall R4 | P     | Peter Collins |     |     |     |     |     |     |     | 7   | NW  | 0    | –*   |

* Przed 1958 rokiem nie przyznawano punktów w klasyfikacji konstruktorów.